# Francesco Marcolini

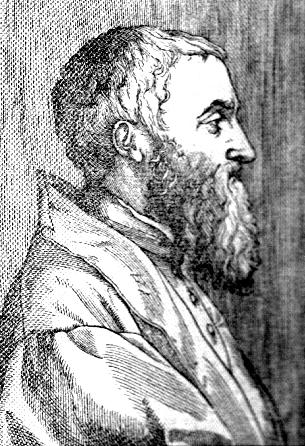
Francesco Marcolini, Le Sorti. Intitolate Giardino dei Pensieri, Marcolini, Venedig 1540

Francesco Marcolini (auch Francesco Marcolini da Forli; * um 1500 in Forlì; † um 1559 in Venedig) war ein venezianischer Buchdrucker, Stempelschneider und Architekt.

## Leben
Marcolini wurde vermutlich am Ende des 15. oder zu Beginn des 16. Jahrhunderts in Forlì geboren. Wahrscheinlich ging er 1527 nach Venedig. Dort machte er seine Ausbildung als Drucker und war ab 1535 selbstständig. Er war mit Tizian und Pietro Aretino befreundet, dessen Werk „La cortigiana“ er als sein erstes Buch veröffentlichte. Obwohl er auch mit dem Druck von Musiknoten experimentierte, konzentrierte er sich auf die Schriften zeitgenössischer italienischer Autoren, unter ihnen Anton Francesco Doni und der Architekturtheoretiker Sebastiano Serlio.
Seine nicht minder bedeutende Tätigkeit als Architekt ist nur aus fragmentarisch erhaltenen Dokumenten bekannt. Sein einziges ihm eindeutiges zugeschriebenes Bauprojekt ist die 1545 errichtete Holzbrücke über den größten Kanal in Murano.
1559 erschienen die letzten Bücher in seiner Druckerei. Es ist anzunehmen, dass er im selben Jahr in Venedig starb.